# The Contract (film 2006)
The Contract è un film thriller del 2006 diretto da Bruce Beresford.

## Trama
In una cittadina dello stato di Washington, Frank Carden è un ex assassino che lavorava per il governo. Adesso lavora a pagamento, "in proprio" e viene ingaggiato per uccidere un miliardario solitario e misantropo di nome Lydell Hammond Sr., il quale si oppone alla ricerca sulle cellule staminali. Il suo piano consiste nell'uccidere il figlio del miliardario e poi uccidere quest'ultimo che dovrà per forza di cose uscire dal suo isolamento per partecipare ai funerali del giovane. Accade però che Carden rimane coinvolto in un incidente stradale e portato in ospedale dove viene arrestato dopo che i poliziotti notano che ha una pistola, venendo così a conoscenza della sua falsa identità.
La banda di Frank però cerca di aiutarlo e blocca la strada con un camion fermando la macchina dell'FBI in cui si trova Frank uccidendo dei poliziotti mentre Frank finisce con l'auto in un fiume; approdato sulla riva del fiume, Carden si imbatte in Ray Keene, un istruttore scolastico di basket e baseball, ex poliziotto vedovo, che sta facendo un'escursione in montagna insieme con il figlio Chris, sospeso per tre giorni dalla scuola dopo essere stato scoperto a fumare marijuana con gli amici. Avendo sentito un agente dell'FBI che prima di morire diceva di voler consegnare Frank alla polizia, Ray decide di scortare Frank minacciandolo con la pistola di scorta dell'agente e durante viaggio si unisce a loro anche una coppia, Sandra e Lochlan. Intanto gli uomini di Carden, intenzionati a recuperare Frank, uccidono due poliziotti per impossessarsi di un elicottero e uccidono Lochlan, mentre Ray distrugge l'elicottero lasciando gli uomini illesi.
Ray, Chris, Sandra e Frank si riposano in una casetta in montagna, ma nella notte arrivano gli scagnozzi di Frank; Sandra ne uccide uno con una pistola mentre Ray ne uccide un altro prendendolo a pugni ma in quel momento Frank fugge prendendo in ostaggio Chris mentre Sandra e Ray vengono salvati dalla polizia locale. Tramite un notiziario televisivo, Ray scopre il vero obiettivo di Frank e si reca ai funerali di Hammond Jr. per affrontarlo ma involontariamente lo salva da un tentato omicidio commesso da Davis, una recente recluta di Frank. Carden con un fucile riesce a uccidere Davis ma non Hammond e tuttavia dà a Ray le chiavi della stanza dove è rinchiuso Chris, permettendo così a padre e figlio di riunirsi. Carden scompare ma intercetta una donna, Miles, raccontandole di sapere che era stata lei a mandare Davis a ucciderlo, gli promettere che porterà a termine il lavoro, ma la minaccia se farà qualcosa a Ray e la sua famiglia e di lasciarli stare.
Due settimane dopo Ray e Sandra si frequentano e con Chris fa un barbecue in montagna con altri cittadini ma sente da una notizia radiofonica che Hammond Sr. è morto in un incidente in barca e si rende conto che così Carden ha adempiuto al suo "contratto".